# Georges Ambourouet
Georges Ambourouet (Libreville, 1º maggio 1986) è un calciatore gabonese, difensore dell'Akanda.